# حقل باي حسن
حقل باي حسن النفطي حقل نفط عراقي في ناحية سركلان بقضاء الدبس بمحافظة كركوك العراقية شمال العراق، وآبار حقل باي حسن يقدر عمقها بين ألف وخمسمائة متر إلى ثلاثة آلاف متر، وبدأ الإنتاج فيه منذ حزيران/يونيو 1959، ومجموع القدرة الانتاجية لهذا الحقل هي 80 الف برميل يومياً حتى سنة 2022.